# أدولف شميت (مدرس)
أدولف شميت (بالألمانية: Adolf Schmidt)‏ (و. 1860 – 1944 م) هو مدرس، وناشط إسبرانتو، وأستاذ جامعي ألماني، ولد في فروتسواف، كان عضوًا في الأكاديمية البروسية للعلوم، وأكاديمية العلوم في غوتينغن، والأكاديمية الألمانية للعلوم ليوبولدينا، توفي في غوتا، عن عمر يناهز 84 عاماً.